# Het ros Bazhaar
Het ros Bazhaar is het negentigste stripverhaal uit de reeks van Suske en Wiske. Het is geschreven en getekend door Paul Geerts en gepubliceerd in De Standaard en Het Nieuwsblad van 31 oktober 1973 tot en met 12 maart 1974. 
De eerste albumuitgave in de Vierkleurenreeks was in augustus 1974, met als nummer 151.

## Personages
- Suske, Wiske, tante Sidonia, Lambik, Jerom, Dikke Troela (waarzegster en heks), het ros Bazhaar, Juul en zijn vrouw, bende hippies, zwerver, tv-presentator, tovenaar

## Locaties
- Noorder-Kempen, de Ardennen, kasteel Mottebollen

## Het verhaal
De vijf vrienden zijn op een jaarmarkt in Noorder-Kempen, waar Lambik zijn toekomst laat voorspellen door Troela. Zij begint opeens iets te zeggen over het paard Bazhaar en rent dan weg. Suske en Wiske willen op de markt een oud paard redden van de slachtbank, maar Troela koopt het paard voor hun neus weg. Suske verliest opeens zijn stem.
's Avonds vallen er diamanten uit de zakdoek van Suske, die denkt dat dit de tranen van het paard zijn dat hij 's middags getroost heeft. Suske hoort ’s nachts hoefgetrappel en gehinnik, maar niemand gelooft hem. De volgende dag verschijnt Troela en zoekt het ros Bazhaar, maar ze vindt het paard niet. Suske laat Bazhaar ’s nachts binnen. Het paard vertelt dat de heks Troela hem wil doden en samen gaan ze weg. Bazhaar vertelt nu dat zijn grootvader het Ros Beiaard was (van de Vier Heemskinderen) en dat Troela van een tovenaar in dienst van koning Karel de Grote afstamt. Juul, de man bij wie ze overnachten, wil Bazhaar stiekem doden voor de diamanten. Suske gaat er heimelijk met het slapende paard vandoor.
De volgende dag komen ze bij een schuur vol met hippies, die weggelopen zijn omdat ze “niks” wilden doen of zich thuis onbegrepen voelden. Suske maakt een nieuw hoefijzer voor Bazhaar en per toeval schakelt hij Troela met het oude uit. Ze gaan er weer vandoor en krijgen brood van een landloper, die beloond wordt met diamanten-tranen. Wiske, Lambik en tante Sidonia zien de landloper later op tv en komen erachter dat hij in de Ardennen rijk is geworden. In café "de Zweefvlieger" vraagt Lambik naar het paard, maar hij wordt eruitgegooid nadat hij heeft aangegeven geen geld te hebben voor zijn bier. Een visser brengt hen wel op het goede spoor.
Troela vindt een boog van Suske in een rivier, en niet lang daarna het kamp. Met toverpoeder maakt ze een leger harnassen en zadels. Wiske, Jerom en Lambik redden hen met de auto. Ze gaan allen op weg naar de ruïnes van kasteel Motteballen, waar Troela een kanon met betoverde kanonskogels tevoorschijn tovert. Lambik gaat ’s nachts alleen op pad en de vrienden vinden hem ’s ochtends gevangen op een vlot bij Troela. Ze wil Bazhaar, die aan een molensteen in het meer wordt geworpen. Bazhaar verbrijzelt met zijn poten de molensteen en komt boven.
Troela wil Lambik doden, maar een duiker voorkomt dit. Het blijkt tante Sidonia te zijn. Troela vertelt dat ze haar voorouder − de tovenaar van koning Karel − heeft beloofd alle nakomelingen van zijn vijand Ros Beiaard te doden. Troela roept een tovenaar op, die haar echter maant het gevecht te staken. Alle drie (Bazhaar, Troela en de tovenaar) lopen ze het meer in, naar het geestenrijk. Suske gaat samen met zijn vrienden naar huis en is nu gelukkig.

## Achtergronden bij het verhaal
- Het album gebruikt delen van de legende over het Ros Beiaard, alle Rossen Beiaard werden erkend als Werelderfgoed.

## Vertalingen
Het verhaal is als album ook in het IJslands verschenen, met de naam F'akurinn Fjúgandi.